# Alexander Dale Oen
Alexander Dale Oen (Øygarden, 21 maggio 1985 – Flagstaff, 30 aprile 2012) è stato un nuotatore norvegese.

## Biografia
Era considerato uno dei più grandi ranisti di sempre insieme a Brendan Hansen e Kōsuke Kitajima. 
A vent'anni conquistò il bronzo ai campionati mondiali in vasca corta.
Aveva partecipato ai Giochi olimpici di Atene 2004 e Pechino 2008. Nell'edizione di Pechino vinse la medaglia d'argento nella sua specialità. Per l'anno 2011 era stato nominato nuotatore europeo dell'anno grazie alla sua prestazione mondiale ai mondiali di Shanghai nei 100 rana (medaglia d'oro con il tempo di 58,71).

### Morte
È morto all'età di soli 26 anni a seguito di un arresto cardiaco. È stato ritrovato privo di sensi nella doccia della sua stanza d'albergo a Flagstaff, in Arizona, dove si stava preparando in vista delle Olimpiadi di Londra 2012.

## Palmarès
- Giochi olimpici

Pechino 2008: argento nei 100m rana
- Mondiali

Shanghai 2011: oro nei 100m rana.
- Mondiali in vasca corta

Shanghai 2006: bronzo nei 100m rana.
- Europei

Budapest 2006: argento nei 100m rana.
Eindhoven 2008: oro nei 100m rana, argento nei 50m rana e nei 200m rana.
Budapest 2010: oro nei 100m rana e argento nei 200m rana.
- Europei in vasca corta

Helsinki 2006: bronzo nei 100m rana.
Stettino 2011: oro nei 100m rana e bronzo nei 50m rana.
- Europei giovanili

Glasgow 2003: argento nei 100m rana.

## Riconoscimenti
- LEN Award: 2011
- European Swimmer of the Year: 2011